# 柯文彬
柯文彬（Vincent Ke，？—），加拿大华裔政治人物，2018年-25年間擔任安大略省議會當河谷北選區議員，為該省第二位移民自中國大陸的省議員。

## 背景
柯文彬祖籍中国福建省晋江西园街道官前社区，在福建省泉州市出生，從福州大學工程系獲取學士學位後留学德国，於魯爾大學取得碩士學位。他於1998年移民加拿大，1999年至2018年間在大多倫多地區西部的賓頓市一家德國企業Conec任職電子工程師；而根據一項柯文彬於2018年安省議會紀念專業工程日（即8月份的第一個星期三）發表的聲明指稱，他「在中國、德國和加拿大擔任設計與開發電子工程師，已有超過25年歷史」。當地《國家郵報》報導指Conec是一家德資公司，在上海也有一家工廠，而Conec在加拿大的一名接待員說，柯文彬在該公司工作了超過10年。他能說英語、華語、閩南話 (台语）及德語。

## 從政
2018年省選，柯文彬代表安大略進步保守黨出戰省議會當河谷北選區，並擊敗曾任多倫多市議員的自由黨候選人高雪莉當選該區省議員。他於同年6月獲任為旅遊、文化及體育廳長議會助理，職銜則於2019年10月改為祖裔、體育、旅遊及文化產業廳長議會助理。2022年省選他擊敗自由黨候選人曹志豪連任當河谷北選區省議員，同年6月改任公共及商業服務傳遞廳長議會助理。

### 爭議
2019年9月，安省專業工程師協會（Professional Engineers Ontario；）說他們接到一項來自三人的投訴而展開調查，指稱一位時任省議會議員在不再具備工程師資格時，仍然在公開場合使用「工程師」這一頭銜。事後議員辦事處立即修改其網站的相關內容，從而協會不再對這件事採取進一步行動。據當地主流傳媒《國家郵報》的報導，柯文彬在競選省議會議席時，已在另一家監管機構註冊為人壽保險代理人；與此同時，PEO亦指「未有柯文彬曾在安省註冊獲得專業工程師執照的紀錄」。
此前，《國家郵報》已發現柯文彬與中華人民共和國在加拿大的使領館及多個與中国共产党統戰部相關的團體關係密切。根據《明聲報》在2015年的報導，柯文彬是多伦多泉州同乡联合总会理事长，而且曾以這個身份在2013年7月在湖北武汉参加了第14期华侨华人社团中青年负责人研习班。
2023年3月10日，加拿大《環球新聞》報道指柯文彬牽涉中國干預加拿大聯邦大選。柯文彬否認指控並謂該項報道虛假，但於同日宣布離開進步保守黨黨團，以免影響省府施政，此後以獨立身份在省議會議政，同年4月則对《环球新闻》及报道他的记者發出诽谤诉讼通知。

### 2025年省選
柯文彬於2025年2月省選舉行前尚未重回進步保守黨黨團，該黨亦提名劉澍為當河谷北選區候選人。柯文彬遂以獨立身份在該屆省選競逐連任，但僅獲9.8%得票排名第三而告落敗，自由黨候選人曹志豪則在劉柯兩人鎅票下獲漁人之利當選該區省議員。